# Hosťovce, Košice-okolie
Hosťovce este o comună slovacă, aflată în districtul Košice-okolie din regiunea Košice. Localitatea se află la altitudinea de 171 m deasupra n.m., se întinde pe o suprafață de 4,83 km2 și în 2017 număra 195 de locuitori.

## Istoric
Localitatea Hosťovce este atestată documentar din 1360.

## Demografie
| An:                | 1994 | 2004    | 2014   | 2024 |
| ------------------ | ---- | ------- | ------ | ---- |
| Număr de persoane: | 220  | 191     | 200    | 218  |
| Diferență:         |      | −13,18% | +4,71% | +9%  |

| An:                | 2023 | 2024   |
| ------------------ | ---- | ------ |
| Număr de persoane: | 208  | 218    |
| Diferență:         |      | +4,80% |